# ファンキー・ハウス
ファンキー・ハウス(Funky house)はハウスのサブジャンル。

## 概要
ディスコとファンクのサンプル、ファンクに影響を受けたベースライン、ソウルの影響、1970年代と1980年代のファンクのレコードの影響を受けたドラムブレイクの組み合わせ、黒人女性ヴォーカルのサンプル、スウッシュ(swoosh、シューッとした音)、うねるようなサウンド、シンセサイザーサウンド等が特徴で、テンポは約128BPMほどである。
ミニストリー・オブ・サウンド、Defected Records(en)、Hed Kandi(en)、Fierce Angel(en)等のレーベルがこのジャンルのコンピレーション・アルバムをリリースしている。

## 著名なアーティスト
- Armand van Helden [2]
- Cassius（英語版） [2]
- Olav Basoski（英語版） [2]
- スチュアート・プライス [2]